# نظام عالمي متوافق لتصنيف وترميز المواد الكيميائية

رمز المواد المؤذية حسب النظام العالمي المتوافق لتصنيف وترميز المواد الكيميائية.

النظام العالمي المتوافق لتصنيف وترميز المواد الكيميائية (يرمز له اختصاراً GHS من Globally Harmonized System of Classification and Labeling of Chemicals) هو نظام ترميز متوافق عليه عالمياً وأنشأته الأمم المتحدة، من أجل ترميز المواد الكيميائية. تم تصميم هذا النظام من أجل يحل محل أنظمة الترميز المختلفة في دول العالم، وخاصة في أوروبا والولايات المتحدة الأمريكية، وذلك باتباع ضوابط ثابتة لتصنيف وترميز المواد الكيميائية.
بدأ تنظيم العمل على هذا النظام منذ قمة ريو سنة 1992، وذلك بمشاركة من منظمة العمل الدولية ومنظمة التنمية والتعاون الاقتصادي، بالإضافة إلى العديد من الحكومات.